# Juliette Wytsman
Juliette Wytsman, nacida Trullemans, (Bruselas, 14 de julio de 1866 – 8 de marzo de 1925) fue una pintora impresionista y grabadora belga, casada con el pintor Rodolphe Wytsman. Sus pinturas están en las colecciones de varios museos de Bélgica.

## Biografía

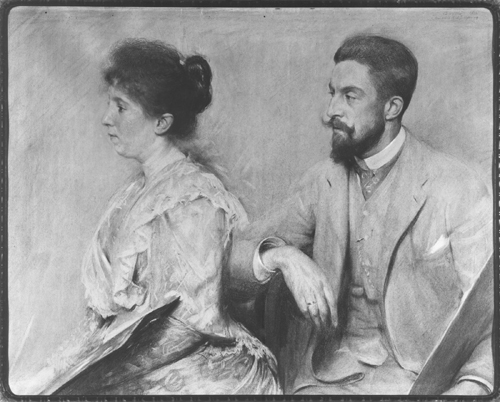
Lucien Wollès, Juliette y Rodolphe Wytsman, 1897.

Wytsman, nació el 14 de julio de 1866 en Bruselas con el nombre de Juliette Trullemans. Comenzó estudiando con Henri Hendrickx en el Bischoffsheim Institut de Brussel·les. Más tarde trabajó en el taller de Jean Capeinick en Gante, donde se especializó en la pintura de flores.
En el estudio de Capeinick conoció el pintor Rodolphe Wytsman, uno de los miembros fundadores de "Les XX". Este la introdujo en este círculo de artistas de vanguardia. Se casaron en 1886 y en 1892 se trasladaron a Linkebeek, cerca de Bruselas. Durante la Primera Guerra Mundial huyeron de Bélgica y vivieron a Rotterdam (Países Bajos).
Fue profesora de Maria de Hohenzollern-Sigmaringen, condesa de Flandes y cuñada del rey de Bélgica.
Wytsman murió el 8 de marzo de 1925 a la edad de 58, en Ixelles (Bélgica).

## Pintura
Wytsman fue una pintora impresionista de paisajes y jardines, aunque también se distinguió por sus aguafuertes. A pesar de su formación inicial en la iconografía botánica, se fue decantando hacia el paisaje y la pintura a plein-air, por influencia de su marido.
Obtuvo medallas de primera y segunda categoría en exposiciones de París, Lieja, Bruselas y Múnich, entre otros.
El 1893 exhibió dos obras, Marguerites y Peonies, en el Palacio de Bellas Artes en el marco de la Exposición Mundial Colombina de Chicago y participó en la decimotercera edición de la Exposición de Burdeos, con la obra Las pavots rouges.
Sus obras y las de su marido, como delegado especial del gobierno belga, también se exhibieron en Barcelona, en 1907, en el marco de la V Exposición Internacional de Bellas artes e Industrias Artísticas, organizada por la Junta de Museos de Cataluña en el Palacio de Bellas artes, donde presentó las obras En octubre y Eupatorios. En 1921, sus obras formaron parte de la Exposition de oeuvres de artistas belges que se realizó en el mismo palacio.
El Real Museo de Bellas Artes de Amberes, los Reales Museos de Bellas Artes de Bélgica (Bruselas) y el Museo de Bellas Artes de Gante conservan pinturas de Wytsman en sus colecciones.

## Galería

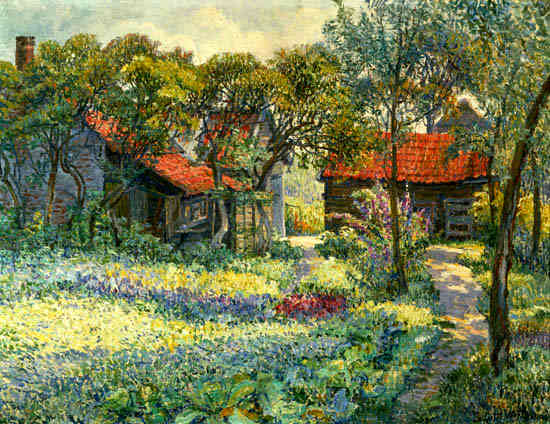
De Geméisgaart
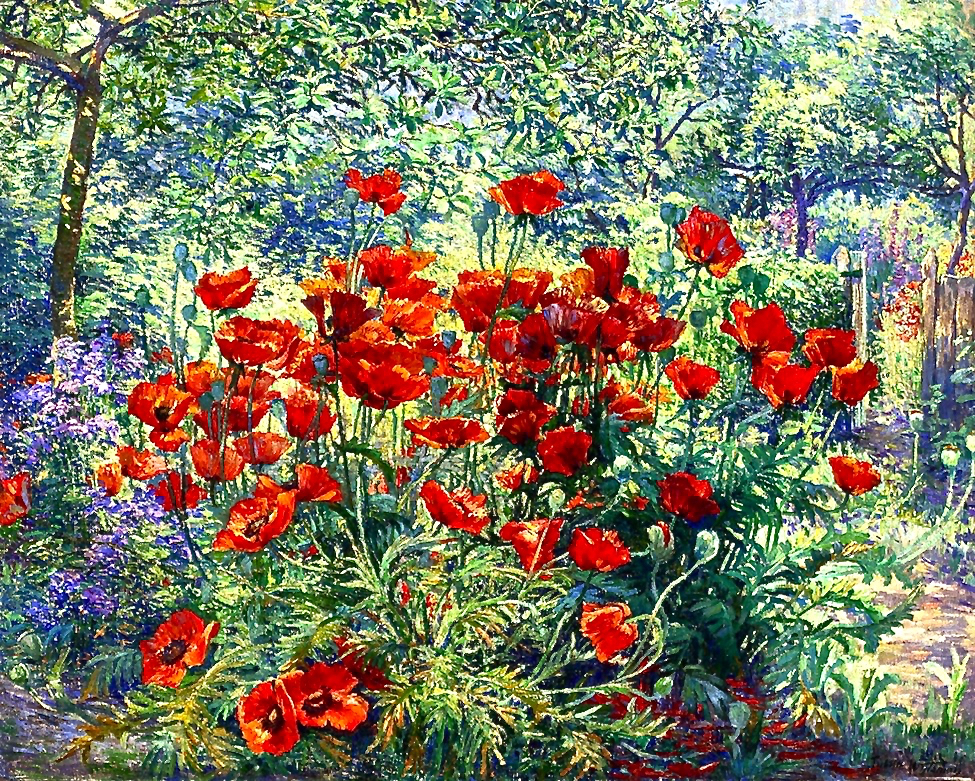
Le jardin fleuri (entre 1890 y 1905)
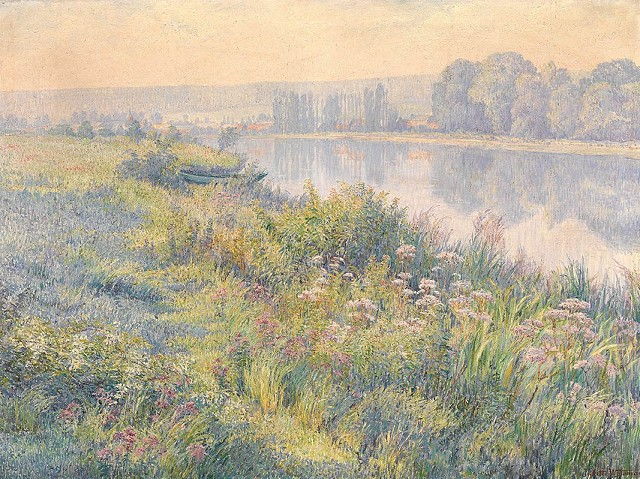
Summer on the Maas (hacia 1911)
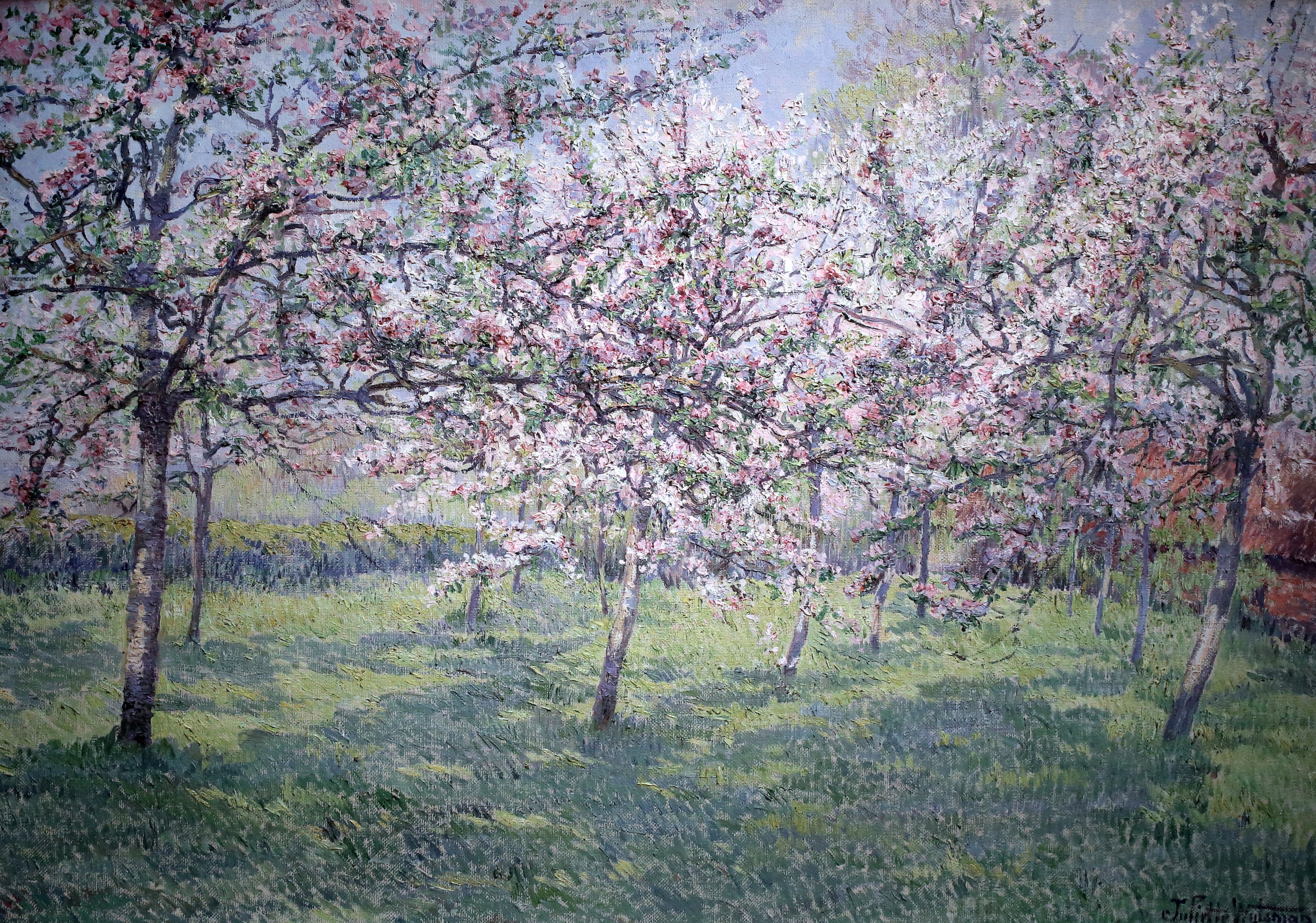
Cerisiers en fleurs (antes de 1925)
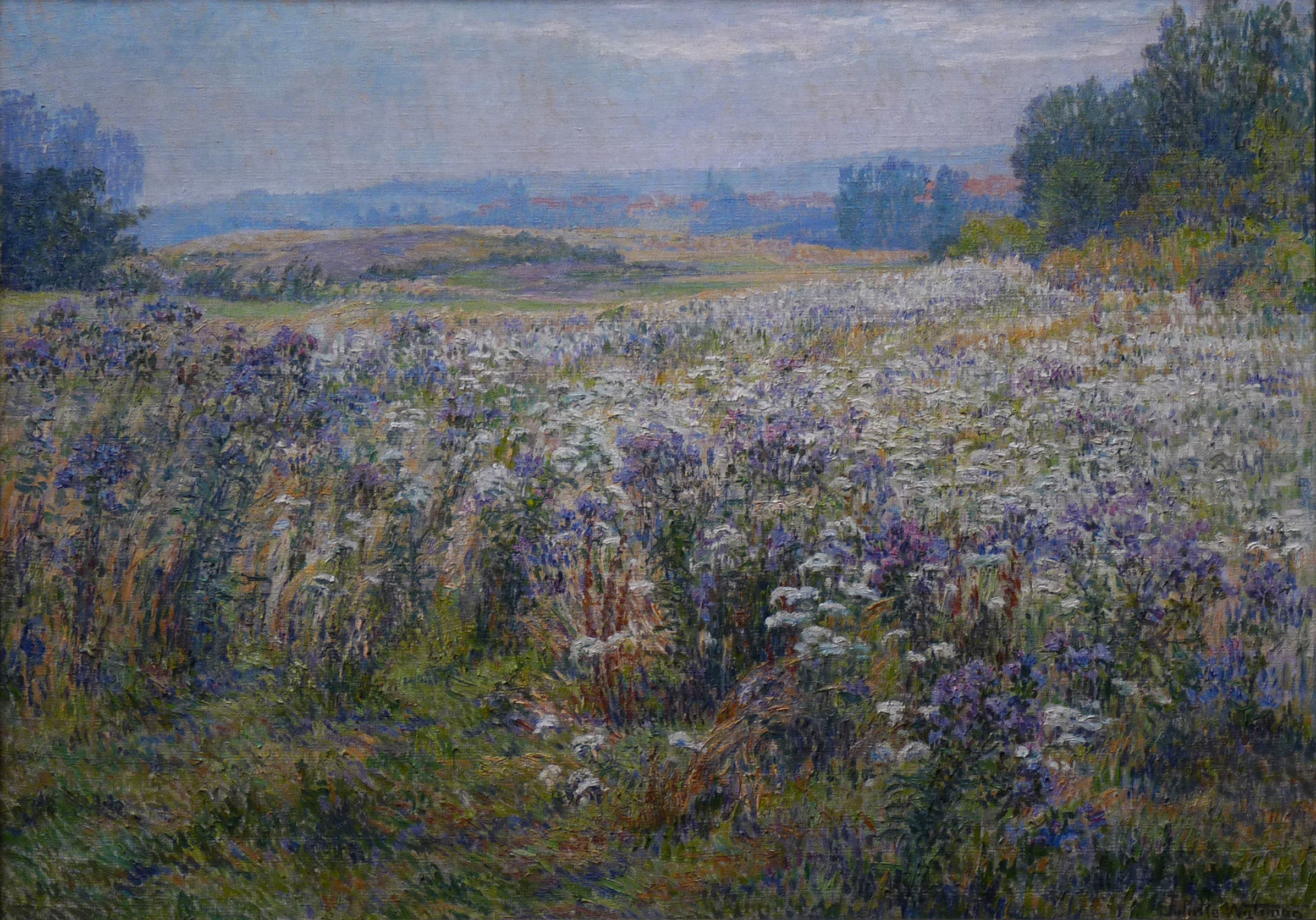
Paysage à St Job (antes de 1900)
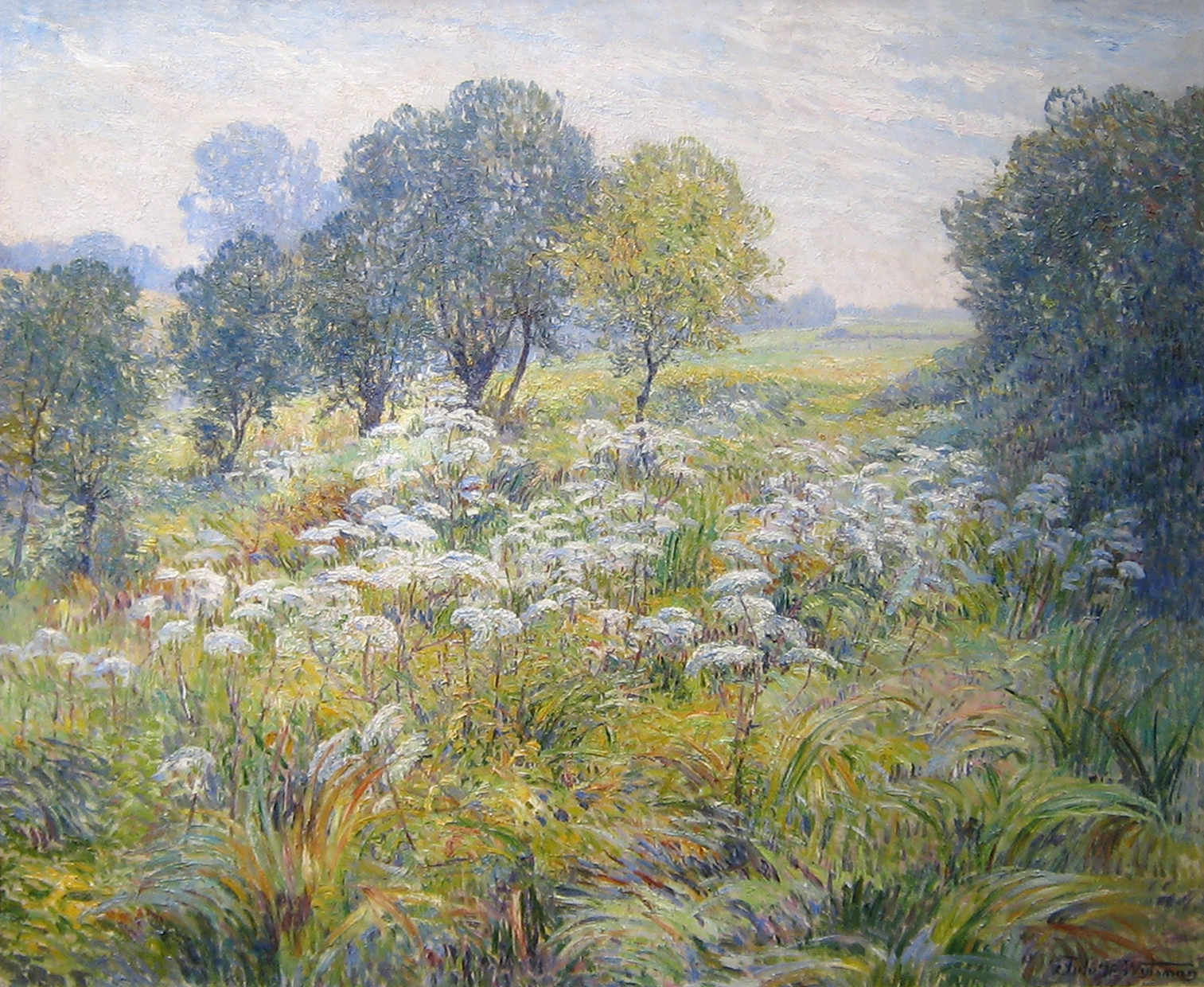
Spirea